# Гребенщиков Ілля Васильович
Ілля Васильович Гребенщиков (24 червня 1887, місто Санкт-Петербург, тепер Російська Федерація — 8 лютого 1953, місто Ленінград, тепер Санкт-Петербург, Російська Федерація) — радянський і російський науковець, хімік і технолог, професор (1922), академік Академії наук СРСР (з 29.03.1932 по Відділенню математичних та природничих наук (фізична хімія, хімія силікатів)), засновник школи хімії та фізики силікатних та несилікатних систем, творець хімічної теорії полірування та шліфування скла, методу поверхневої обробки оптичних деталей — просвітлення оптики. Депутат Верховної Ради СРСР 3-го скликання (в 1950—1953 роках). 

## Біографія
Народився в дворянській родині. Був сином лікаря та вчительки. З першого курсу Санкт-Петербурзького університету розпочав трудове життя, даючи уроки та працюючи в центральній лабораторії Охтенського порохового заводу. У 1910 році закінчив Імператорський Санкт-Петербурзький університет за спеціальністю «фізична хімія» з дипломом І ступеня.
У 1912 році перейшов працювати в Монетний двір, потім був старшим лаборантом на природничо-наукових курсах Лохвицької-Скалон, викладав хімію у одному із реальних училищ Санкт-Петербурга. З 1912 року викладав хімію в Санкт-Петербурзькому електротехнічному інституті. Продовжував дослідження структури рідин, зокрема їх адіабатичного стиснення та розширення, а також рівноваг бінарних систем під великим тиском.
У 1915—1918 роках спільно з Качаловим започаткував розвиток російського виробництва оптичного скла на Імператорському порцеляновому заводі. У 1916 році разом із робітниками був відряджений до Англії і там, на заводі братів Ченс, ознайомився з виробництвом оптичного скла.
З грудня 1918 року став одним із організаторів хімічної лабораторії в Державному оптичному інституті (ДОІ) в Петрограді. У 1922 році був на півроку відряджений до Німеччини, де закуповував обладнання та реактиви для лабораторій ДОІ та ЛенЗОСу.
З 1922 по 1932 працював професором Петроградського (Ленінградського) електротехнічного інституту на кафедрах фізичної хімії та теоретичної електрохімії. З 1922 по 1930 рік був завідувачем кафедри фізичної та теоретичної хімії.
У 1932 році став академіком-секретарем новоствореної технічної групи Відділення математичних та природничих наук, а з 1936 по 1938 рік — заступником академіка-секретаря цієї групи та одночасно головою групи хімії та металургії.
За дорученням академіка Д. Рождественського в 1933 році організував лабораторію хімії силікатів при Державному оптичному інституті (ДОІ) в місті Ленінграді, яку з 1938 по 1941 рік очолював. З 1938 року був членом Бюро відділення хімічних наук Академії наук СРСР. Після смерті академіка М. Курнакова в 1941 році виконував обов'язки директора Інституту загальної та неорганічної хімії АН СРСР. 
Починаючи з 1943 року, працював над створенням Інституту хімії силікатів АН СРСР та наукового журналу «Фізика та хімія скла». У 1948 році Лабораторія хімії силікатів була реорганізована в Інститут хімії силікатів АН СРСР у місті Ленінграді, який Ілля Гребенщиков очолював до лютого 1953 року. У 1962 році інституту було присвоєно ім'я Гребенщикова.
У 1947—1953 роках — член Президії Академії наук СРСР. Був головою Ленінградського відділення Всесоюзного хімічного товариства імені Менделеєва.
Розробив радянську технологію просвітлення оптики, технологію отримання пористого скла, створив хімічну теорію полірування металів. Вивчав (з 1944 року) фізико-хімічні властивості прозорих полімерів. Один із основоположників науково-педагогічної школи Ленінградського електротехнічного інституту «Оптичне матеріалознавство та оптичні технології». 
Помер 8 лютого 1953 року в Ленінграді (Санкт-Петербурзі). Похований на «Літераторських містках» Волковського цвинтаря . Надгробок (скульптор М. Литовченко, архітектор Н. Ейсмонт) створено в 1954 році.

## Напрями наукової діяльності
- гетерогенні рівноваги та фізико-хімічний аналіз силікатних та несилікатних систем;
- структура скла та рідин;
- електрохімічні властивості скла;
- поверхневі властивості скла та металів;
- полірувальні пасти (пасти ДОІ);
- процеси спікання та реакцій у твердому стані;
- способи виготовлення нового пористого скла, що мають адсорбційні властивості;
- методи сріблення та уповільнення різного скла, термічна стійкість дзеркал та вплив термічної обробки на механічні властивості срібного покриття;
- спектрофотометричні характеристики барвників скла та їх залежність від складу скла, умов варіння та термообробки (розробки покладено в основу створення радянського каталогу кольорового оптичного скла).

## Основні праці
- Гребенщиков І. В. Теоретична електрохімія. Курс лекцій зі спеціалізації електролізу. Ленінград: Видавнича Комісія електротехнічного інституту імені В. І. Леніна, 1930. 167 с.
- Гребенщиков І. В., Власов А. Г., Непорент Б. С., Суйковська Н. В. Просвітлення оптики. Зменшення відбиття світла поверхнею скла / За ред. акад. І. В. Гребенщикова. Москва-Ленінград: ОДВ, 1946. 212 с.

## Нагороди
- два ордени Леніна (17.06.1947; 17.06 1952)
- орден Вітчизняної війни І ст. (10.06.1945)
- орден Трудового Червоного Прапора (8.06.1939)
- орден Червоної Зірки (17.04.1945)
- медаль «За доблесну працю у Великій Вітчизняній війні 1941—1945 рр.»
- медалі
- дві Сталінські премії ІІ ст. (1942, 1952)